# Кирос Сегура, Хуан Баутиста
Хуан Баутиста Кирос Сегура (исп. Juan Bautista Quirós Segura, 18 января 1853, Тибас, Коста-Рика — 7 ноября 1934, Сан-Хосе) — президент Коста-Рики с 13 августа по 19 сентября 1919 года. Его правительство не было признано Соединенными Штатами, и он был вынужден уйти в отставку.

## Биография
Кирос родился в Сан-Хуан-де-Тибас, Коста-Рика, 18 января 1853 года в семье генерала Пабло Кироса Хименеса и Мерседес Сегуры Масис. Его первой женой была Тереза Агилар Гусман (ум. 1899), внучке тогдашнего главы государства Мануэля Агилара Чакона. 4 ноября 1900 года он женился на Клементине Фонсека (1880—1953), дочери Хосе Кироса Монтеро и Флоринды Фонсеки Гусман.
Кирос выбрал для себя военную карьеру и получил звание генерала армии Коста-Рики. Он также был фермером и предпринимателем, что в итоге позволило ему разбогатеть и начать политическую деятельность.
Во время второй администрации Рафаэля Иглесиаса Кастро Кирос занимал посты министра торговли, военного министра, а также казначея. Позднее он был президентом Конституционного конгресса и президентом Международного банка Коста-Рики.
9 августа 1919 года, когда падение режима президента Федерико Тиноко Гранадоса было неизбежным, Конгресс объявил Кироса первым претендентом на пост президента. 12 августа Тиноко официально передал Киросу бразды правления страной. Первыми инициативами Кироса было восстановление гражданских свобод и освобождение политических заключенных.

### Президент
Кирос официально вступил в должность 20 августа 1919 года после того, как была утверждена отставка Федерико Тиноко. Срок его полномочий должен был завершиться 8 мая 1923 года, но, несмотря на то, что его правительство приняло очень осторожный подход, правительство Соединенных Штатов отказалось признать Кироса законным главой государства. Столкнувшись с опасностью вооруженной интервенции США, Кирос решил покинуть пост президента, и 20 сентября его сменил Франсиско Агилар Баркеро.
При президенте Агиларе Кирос недолгое время был военным министром, а президент Хулио Акоста Гарсиа рекомендовал Конгрессу назначить его первым главой Контрольного управления, которое отвечало за контроль за деятельностью правительства.
Кирос умер в Сан-Хосе 7 ноября 1934 года.